# Bindużka
Bindużka – wieś sołecka w Polsce położona w województwie mazowieckim, w powiecie makowskim, w gminie Rzewnie. Leży nad Narwią.
| SIMC    | Nazwa     | Rodzaj     |
| ------- | --------- | ---------- |
| 0519647 | Czerniawy | przysiółek |

W latach 1975–1998 miejscowość administracyjnie należała do województwa ostrołęckiego.
Nazwa miejscowości znajduje swoje wytłumaczenie w niemieckim słowie binden, co znaczy wiązać. Jest to źródłosłów dla wielu miejscowości o podobnym brzmieniu nazwy (np. Binduga, Winduga) W ten sposób określano miejsca położone nad brzegami rzek, na których składowano drzewo. Było ono przeznaczone do spławu, wcześniej jednak wymagało związania coś na kształt tratwy. 
W XIX w. miejscowość administracyjnie należała do gm. Sielc i parafii Szelków (wówczas: Szelkowo)
Wierni Kościoła rzymskokatolickiego należą do parafii św. Jacka w Rzewniu.